# Olatz Vázquez Aurrekoetxea
Olatz Vázquez Aurrekoetxea (Sopela, 1994 - Sopela, 3 de setembre de 2021) va ser una periodista i fotògrafa que va voler visualitzar la lluita diària contra un càncer gàstric a través de la fotografia.

## Biografia
Quan era jove l'atreia la pintura i el dibuix, fins que a 17 anys va començar a treballar com a model per fotògrafes com Mara Saiz. També va treballar com a redactora en una productora audiovisual i va fer col·laboracions per la revista Vogue o Radio 3.
El 9 de juny del 2020 li van diagnosticar un càncer gàstric avançat, i a partir d'aquest moment va decidir mostrar a través de la fotografia la lluita contra la malaltia. Durant els 18 mesos anteriors no li van diagnosticar malgrat les molèsties que patia i les repetides visites als metges. L'agost del 2020 va denunciar a les xarxes socials que els metges li havien tardat massa en detectar el càncer gàstric per culpa dels retards en fer una endoscòpia provocats per la pandèmia. El juliol del 2021 va tornar a criticar que per la pandèmia s'havien diagnosticat un 21% menys de casos de càncer.
El pianista James Rhodes li va regalar la seva càmera Leica després d'un sorteig on va participar amb quatre fotos al seu cos. El 2020 va fer l'exposició Història d'una Leica de James Rhodes al Leica Gallery Madrid. A través del projecte Minbizia va fer un projecte visual per seguir mostrant la seva lluita contra la malaltia que va arribar al festival Internacional de Fotografia de Belgrad el 2021.
El juny del 2021 va participar en un assaig experimental a l'Hospital de la Vall d'Hebron de Barcelona, un tractament que es va acabar el juliol quan un TAC va mostrar que els resultats no eren bons. Es va traslladar a casa seva, a Biscaia, on va passar els darrers mesos de la seva vida. Va fer l'última publicació a les xarxes socials el 19 d'agost del 2021, on relatava que havia passat unes setmanes molt difícils.